# NGC 2432
NGC 2432 je otvoreni skup u zviježđu Krmi. 

## Vanjske poveznice
- SEDS: NGC 2432